# Станюлис, Юозас Бронисловас
Юозас Бронисловас Станюлис (лит. Juozas Bronislovas Staniulis; 1 мая 1924, дер. Гулеляй, Утенский район, Литва — 29 января 2014, дер. Дайнава, Укмергский район) — литовский советский хозяйственный, государственный и политический деятель.

## Биография
Родился в 1924 году на малой родине своей матери в деревне Гулеляй Утенского района. До 1943 года рос в деревне Буйвидай.
Получил высшее образование по специальности агроном, окончив Литовскую сельскохозяйственную академию.
С 1947 года на хозяйственной, общественной и политической работе. Работал агрономом в Аникщяе, преподавателем в Клайпедоском и Вильнюсском сельскохозяйственных техникумах, заместителем директора техникуса, директором машинно-тракторной станции в Расейняе.
До 1956 года — агроном в различных колхозах Укмергского уезда и района Литовской ССР.
До апреля 1956 года недолго был заместителем министра в министерстве совхозов Литовской ССР.
С 1956 по 1984 год — директор Леонпольской птицефабрики в Укмергском районе. Под его руководством птицефабрика была награждена в 1967 году Орденом Трудового Красного Знамени за высокие производственные результаты и получила статус показательного хозяйства.
C 1984 года — персональный пенсионер.
За планировку и застройку сельских посёлков, в том числе Дайнава в Литовской ССР, был в составе коллектива удостоен Государственной премии СССР в области литературы, искусства и архитектуры 1971 года.
Член КПСС. Жил в Литве.

## Семья
- Отец — Йонас Станюлис (лит. Jonas Staniulis; 1900–1964). Родился в деревне Буйвидай Аникщяйского района. Десятский, политический заключенный в Карагандинских лагерях.
- Мать — Элеонора Юкноните-Станюлене (лит. Eleonora Juknonytė-Staniulienė; 1901–1963). Родилась в деревне Гулеляй Утенского района.
- Сестры — Бируте Станюлите-Юодинене (лит. Birutė Staniulytė-Juodinienė; 1926–1982) и Алдона Станюлите-Энджюнене (лит. Aldona Staniulytė-Endžiūnienė; род. 1928).